# Никола Пешић (вајар)
Никола Пешић (Београд, 17. мај 1973) српски је вајар, сликар и независни истраживач. Укључен је у академску област Студије западног езотеризма. На Факултету ликовних уметности у Београду прво је дипломирао на одсеку сликарство 1998. године у класи Милице Стевановић, а потом магистрирао вајарство 2002. године у класи Мрђана Бајића. Завршио је и постдипломске студије вајарства 2002. године на Државној академији ликовних уметности у Штутгарту у класи Михе Улмана. Докторирао је 2016. године на Филолошком факултету у Београду са интердисциплинарном тезом из области историје уметности и студија западног езотеризма. Ликовној публици први пут се представио 20. октобра 1997. године, и од тада је присутан на бројним ликовним догађањима у Србији и иностранству. Његови радови, за које је и награђиван, налазе се у неколико колекција широм Србије.

## Живот и каријера
Рођен је у Београду, 17. мај 1973. године у коме је завршио основно школовање и Средњу медицинску школу.. Дипломирао је сликарство 1998. године на Факултету ликовних уметности у Београду у класи Милице Стевановић. Завршио је постдипломске студије вајарства 2002. године на Државној академији ликовних уметности у Штутгарту у класи Михе Улмана. Магистрирао је вајарство 2002. године на Факултету ликовних уметности у Београду у класи Мрђана Бајића. Током студија био је стипендиста Министарства просвете Републике Србије (1996−1999) и Немачке службе за академску размену ”DAAD” (1999—2002).
Докторирао је 2016. на Филолошком факултету у Београду са интердисциплинарном тезом из области историје уметности и студија западног езотеризма, под називом „Окултура у поетици Марине Абрамовић“.
Живи и ствара у Београду.

## Уметничко стваралаштво
Никола Пешић се ликовној публици први пут представио 20. октобра 1997. године, када је у галерији Звоно приредио запажену изложбу „Објекти“, која је на ликовној смотри „Од априла до априла“ (1998) у организацији радио-телевизије „Студио Б“. у селекцији Јасмине Чубрило проглашена за најбољу изложбу тога месеца. Јасмина Чубрило је Пешићеве скулптуре описала као „хибридне творевине, сведених облика, претежно глатких, тактилних, правих или закривљених површина, реализоване комбиновањем различитих материјала“, чија форма „зависи и обликује се према садржајима који се у њих учитавају“; Пешићеви рани радови настали су „деконструкцијом различитих знакова, симбола и иконографских образаца из (визуелне и текстуалне) хришћанске традиције“.
И друга изложба, ”Bad Time Stories” (1998, галерија Звоно), привукла је пажњу критике, па је тако Јован Деспотовић написао да Пешићева уметност „знатно превазилази његове животне и стваралачке године“.
У каснијем раду Пешић поред хришћанства реферише и на друге религиозне и духовне традиције, попут гностицизма (нпр. скулптура ”Мрачно око”, 2002). Гордана Васиљевић је тада написала поводом Пешићеве изложбе ”Material World” (2002): 
| „ | Новине и оригиналност у радовима Николе Пешића нису у материјалу, нити у начину третирања материјала, јесу делимично тематске, а без остатка су у начину третирања медија. Николу не интересује класична скулптура, она за њега губи чак и етимолошко значење и постаје синоним за скуп поступака с масом у простору. Каква је та маса, да ли је чврста или мека, у сталном или променљивом односу својих делова, испуњена или шупља, мала или велика, представља секундарно питање, као и квалификација самих поступака који доводе до њеног уобличавања. Материјали се могу комбиновати, надограђивати, повезивати укључивањем у изворе вештачке светлости и енергије. Све те могучности Никола користи да би остварио естетски циљ: уобличавање материје ради стварања нових подстицаја мисли и осећања. | ” |

Пешић је излагао на бројним важним ликовним смотрама у Србији: „Октобарском салону“ (1998, 1999, 2001, 2002. и 2005), „Југословенском бијеналу младих“ (1998. и 2002), изложбама „Критичари су изабрали“ (2000) и „Заобилазне стратегије: један поглед на београдску уметничку сцену деведесетих година прошлог века“ (2012), итд. Према Јовану Деспотовићу, Пешић припада групи уметника „без којих је немогуће иоле тачније разабрати слику актуелне промене“ у српској ликовној уметности током 1990-их.
Неколико Пешићевих радова налаши се у колекцији Радивоја Дражовића и фирме „Радикс” из Београда. Пешићеви радови налазе се у колекцијама Музеја Града Београда и Модерне галерије ЦЗК Лазаревац, као и просторијама Библиотеке Шабачке, Математичке гимназије у Београду и ОШ ”Јово Курсула” у Краљеву.
Пешићеву уметност у Србији и иностранству заступа галерија „Звоно”, која га је представљала на сајмовима савремене уметности у Бечу, Келну, Болцану, Москви и Мајамију.
Пешић је аутор визуелног решења награде „Еритроцит“ коју је лист „Политика“ додељивала од 2008. до 2011. за најбољи филм у такмичарском пограму „Европа ван Европе“ на Међународном филмском фестивалу - ФЕСТ. Такође је аутор визуелног решења награде „Ибис“ која се од 2007. године додељује у различитим категоријама на филмском фестивалу „Синема сити“ у Новом Саду.

## Научни рад
Поред ликовне уметности, Пешић се од 2016. године укључио у проучавање западног езотеризма. Бави се научним проучавањем утицаја западног езотеризма на нову уметничку праксу у Југославији, нарочито утицаја њу ејџа на дело Марине Абрамовић. Докторирао 2016. на Филолошком факултету у Београду са интердисциплинарном тезом из области историје уметности и студија западног езотеризма, под називом „Окултура у поетици Марине Абрамовић“.. Аутор је текста биографије Марине Абрамовић на сајту пројекта Универзитета Вирџинија Комонвелт "World Religions and Spiritualities Project". Године 2017. објавио је студију "Окултно у уметности Марине Абрамовић.

## Остале активности
- Године 2015. Никола Пешић је превео студију Марка Синглтона ”Тело јоге: порекло модерне постуралне праксе” (2010).
- Аутор је приручника ”Вегански кувар: здрави рецепти” (2011) — првог веганског кувара у Србији.

## Награде и признања
- 1995. Прва награда за сликарство „Петар Лубарда“, Факултета ликовних уметности у Београду.[15]

## Галерија
Ликовна дела Николе Пешића из различитих периода стварања
- Одмотавање, 1998.
- Девет, 2000.
- Мрачно око, 2002.
- Инфузија, 2010.